# Ponometia dimidiata
Ponometia dimidiata är en fjärilsart som beskrevs av Walker 1865. Ponometia dimidiata ingår i släktet Ponometia och familjen nattflyn. Inga underarter finns listade i Catalogue of Life.